# Union (Missouri)
Union település az Amerikai Egyesült Államok Missouri államában, Franklin megyében, melynek megyeszékhelye is. Lakosainak száma 12 348 fő (2020. április 1.).

## Népesség
A település népességének változása:

| 2010 | 10 204 |
| 2020 | 12 348 |